# Анђело Јакино
Анђело Јакино (итал. Angelo Iachino; Санремо, 4. април 1889 — Рим, 3. децембар 1976) био је италијански адмирал за време Другог светског рата.
Јакино је био командант ескадре крстарица током битке код рта Спартивенто (1940), а касније постаје заповедником флоте и води бродове Италијанске краљевске морнарице током битке код Матапана (1941), и у заливу Сидра (1941—1942).